# 尤寧城鎮區 (阿勒馬基縣)
尤宁城鎮區（Union City Township），美国艾奥瓦州阿勒马基县的一个鎮區，总面积79.5平方公里，总人口219（2010年美国人口普查）。该鎮區无建制居民点。